# Jimmy Peters
James Peters (Salford, 7 de agosto de 1879 – Plymouth, 26 de marzo de 1954) fue un carpintero y rugbista británico que se desempeñó como apertura. Fue internacional con la Rosa en los años 1900 y el primer negro en representarla.

## Biografía

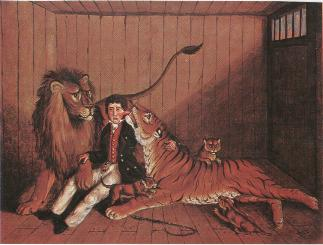
Su padre murió domando leones.

Su madre era británica y su padre jamaiquino, ambos artistas de circo. Su padre fue un domador de leones y murió por un accidente en una jaula con ellos, cuando Jimmy era niño.
Como su madre no pudo cuidarlo, le permitió unirse a otro circo como un jinete y allí fue abandonado a los 11 años, cuando se fracturó un brazo. Vivió en un orfanato londinense de Southwark y luego en otro de Greenwich, donde empezó a jugar al rugby union y llegó a convertirse en capitán, además de destacar en atletismo y críquet.
Aprendió el oficio de carpintero y vivió en Bristol hasta 1902, cuando se mudó a Plymouth donde se estableció definitivamente y trabajó en una imprenta. En 1910 se amputó tres dedos en un accidente en un astillero naval, continuó jugando al rugby hasta su retiro e incluso como profesional.
Estuvo casado con Rosina Finch desde 1907 y hasta su muerte, sucedida por causas naturales a los 74 años, con quien tuvo una hija y un hijo. Está sepultado en el cementerio Ford Park y hoy los Greenwich Admirals celebran anualmente un partido en su honor.

## Carrera

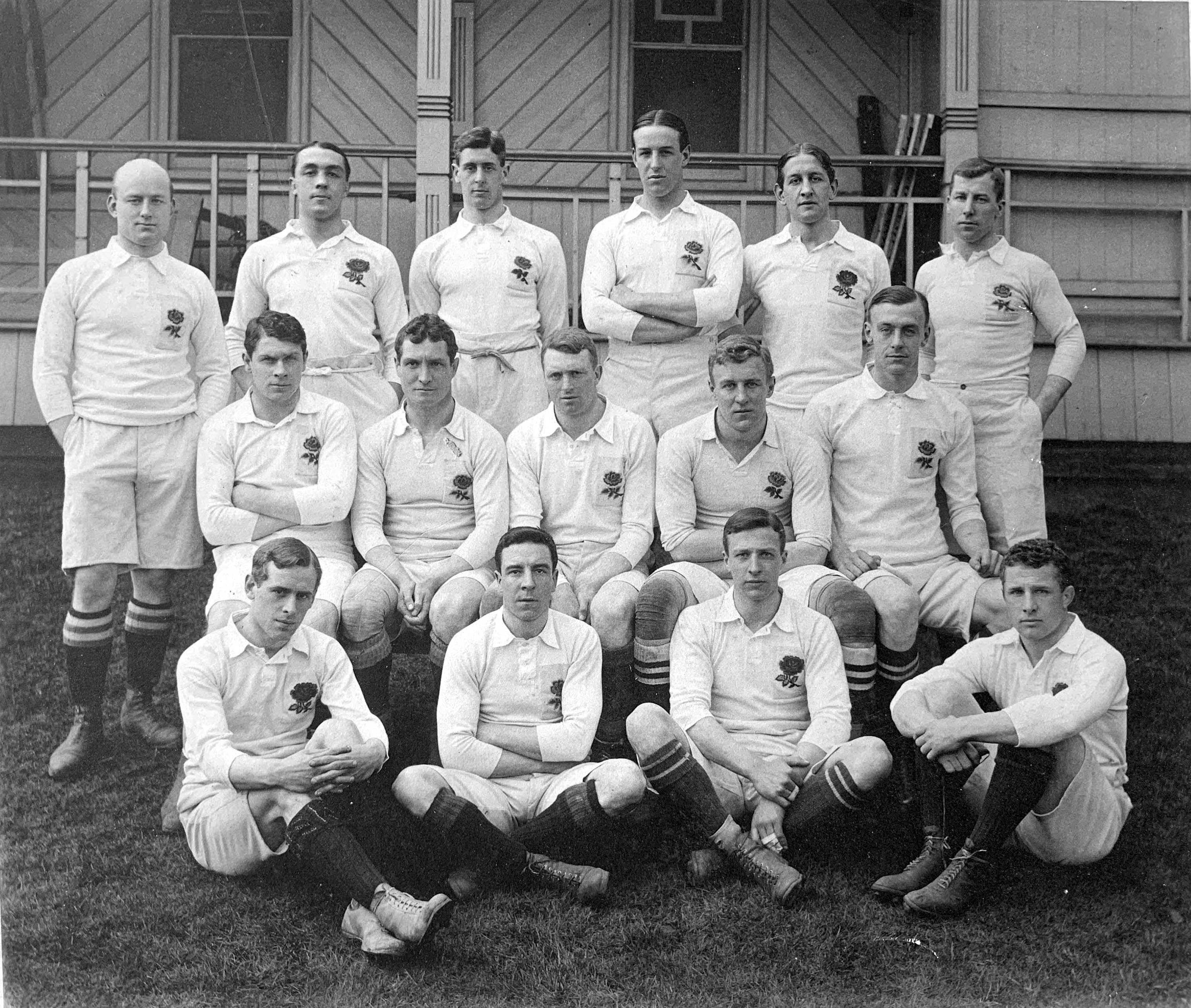
La Rosa en el Cuatro Naciones 1905, al siguiente año Peters fue el primer negro en representarla.

Debutó en la primera de los Dings Crusaders RFC en 1898 y jugó allí hasta 1900.
Gracias a su talento representó a la Somerset Rugby Football Union y fue reclutado por los Bristol Bears. Su presencia en Bristol fue rechazada por algunos socios racistas, un miembro del comité dimitió en protesta, mientras que un periódico local lo describió como «un pálido blackamoor» y se quejó por su convocatoria «están manteniendo a un hombre blanco fuera del equipo».
Viviendo en Plymouth jugó el resto de su carrera en los Plymouth Titans, fue su jugador estrella y representó a la Devon Rugby Football Union. Con su unión ganó el campeonato del condado en 1906 y provocó que el periodismo deportivo pidiera su convocatoria a la selección nacional.

### Rugby league
En 1912 la Rugby Football Union suspendió a los rugbistas y clubes del suroeste de Inglaterra por pagar a sus jugadores, lo cual era ilegal en aquella época, y los equipos decidieron cambiarse al rugby league; que sí era profesional.
Peters jugó esta modalidad del rugby hasta su retiro con 35 años, en 1915.

## Selección nacional
Fue convocado a Inglaterra para disputar el Torneo de las Cuatro Naciones 1906 y debutó en la última fecha contra Escocia. Armó dos jugadas que terminaron en tries para la victoria en la Copa Calcuta, fue el primer triunfo inglés en dos años y el periódico The Sportsman escribió: «el hombre oscuro de Plymouth hizo muchas cosas buenas, especialmente en los pases».
La semana posterior jugó ante Francia, fue el primer Le Crunch de la historia y anotó un try para la victoria en el Parque de los Príncipes. Sin embargo, The Yorkshire Post señaló: «es de origen antillano y su selección no es de ninguna manera popular por motivos raciales».
A fines de 1906 los Springboks realizaron su primera gira internacional, entonces Sudáfrica era racista al ser gobernada exclusivamente por los afrikáner y la mayoría de los sudafricanos se opuso a que Peters jugara contra ellos. Inglaterra decidió no seleccionarlo para el test match y varios periódicos explicaron su exclusión por motivos raciales.
Los años 1900 fueron una época inglesa malísima y Peters jugó el Torneo de las Cuatro Naciones 1907 en las derrotas ante Irlanda y el Cardo, pero le marcó un try a Escocia. Participó del Torneo de las Cuatro Naciones 1908 y jugó su última prueba ante Gales.
Fue el único jugador negro de Inglaterra durante 80 años, hasta que Chris Oti fue seleccionado en 1988 y un año después Jeremy Guscott se convirtió en el tercero. También fue uno de los más bajos, con 1.61 m de estatura.